# Chris Burden
Chris Burden, född 11 april 1946 i Boston, Massachusetts, död 10 maj 2015 i Los Angeles, Kalifornien, var en amerikansk konstnär och professor i nya konstformer.
Burden, som kreerade konst inom body art, performance och installationskonst, rönte stor uppmärksamhet på 1970-talet med sina extrema "aktioner". "I konstens namn" utsatte han sig för livsfara, då han bland annat i konstverket Shoot (1971) lät en vän skjuta honom i armen för att omedelbart efteråt dokumentera såret fotografiskt. År 1974 lät han sig spikas fast på taket till en Volkswagen och kallade aktionen för Trans-fixed. Den 17 december 1978 flög han ett gummibandsdrivet modellflygplan från USA över gränsen till Mexiko. Under varje vinge, som miniatyrbomber, hängde en marijuanacigarett. Planet hade tre inskriptioner, "Hecho in USA" (made in USA), "Fumenlos Muchachos" (smoke it, guys) och "Topanga Typica" (Typical Topanga). Konstverket kallades "Coals To Newcastle".
Han var gift med konstnären Nancy Rubins.